# Leucodon felipponei
Leucodon felipponei är en bladmossart som beskrevs av Thériot 1941. Leucodon felipponei ingår i släktet Leucodon och familjen Leucodontaceae. Inga underarter finns listade i Catalogue of Life.